# Thomas Synofzik
Thomas Synofzik (né le 30 décembre 1966 à Dortmund) est un musicologue allemand et directeur de longue date de la maison Robert-Schumann (de) à Zwickau.

## Biographie
Synofzik étudie la musicologie, l'allemand et la philosophie à l'Université de Cologne ainsi que les instruments à clavier historiques aux académies de musique de Cologne et de Bruxelles. Il obtient son doctorat en 1998 à Cologne sur le thème Musik der Zeit von Heinrich Schütz. Outre ses activités régulières de concertiste et de producteur de CD et de radio, il enseigne de 1998 à 2005 dans les universités de Dortmund, Essen, Cologne, Detmold et Trossingen (de) et travaille en tant que collaborateur indépendant pour différentes stations de radio. Il publie des ouvrages sur le cercle Schumann-Brahms, la musique du début du XVIIe siècle et l'histoire de l'interprétation du XXe siècle. Dans des publications de partitions et des contributions à la recherche, il se consacre en outre de diverses manières à l'environnement de Jean-Sébastien Bach.
Il est directeur de la maison Robert-Schumann à Zwickau depuis 2005. Le 5 janvier 2021, il reçoit le prix Robert-Schumann 2021 de la ville de Zwickau.

## Ouvrages
- Briefe und Dokumente im Schumannhaus Bonn-Endenich (de), Bonn 1993
- Heinrich Grimm. Cantilena est loquela canens. Studien zur Überlieferung und Kompositionstechnik, Eisenach 2000
- Heinrich Bach: Kyrie zu sechs Stimmen, Stuttgart 2001
- Rheinische Sängerinnen des 20. Jahrhunderts. Eine Dokumentation in Wort und Ton (zusammen mit Susanne Rode-Breymann), Kassel 2003
- Heinrich Heine – Robert Schumann. Musik und Ironie, 2. Aufl., Köln: Dohr 2010,  (ISBN 978-3-936655-77-3)

## Essais
- Kantaten von Alessandro Scarlatti im Bücken (de)-Nachlass der Kölner Universitätsbibliothek, in: Aspetti musicali. Musikhistorische Dimensionen Italiens 1600 bis 2000. Festschrift für Dietrich Kämper (de) zum 65. Geburtstag, hrsg. von Norbert Bolin, Christoph von Blumröder (de) und Imke Misch, Köln: Dohr 2001
- Mendelssohn, Schumann und das Problem der Männergesangskomposition, in: Schumanniana nova. Festschrift Gerd Nauhaus (de) zum 60. Geburtstag, Sinzig: Studio-Verlag 2002, S. 739–766
- Die Schumann-Biographie Wilhelm Joseph von Wasielewski (de) (Dresden 1858), in: Schumann und Dresden. Bericht über das Symposion „Robert und Clara Schumann in Dresden – biographische, kompositionsgeschichtliche und soziokulturelle Aspekte“ in Dresden vom 15. bis 18. Mai 2008, hrsg. von Thomas Synofzik und Hans-Günter Ottenberg (de) (= Studien zum Dresdner Musikleben im 19. Jahrhundert, Band 1), Köln: Dohr 2010